# 大湾子站
大湾子站，位于云南省楚雄彝族自治州元谋县江边乡，是成昆铁路上一个已撤销的铁路车站。
该站邮政编码为651313，是成昆铁路在云南省最北端的车站。车站建于1970年。大湾子站在关闭前为四等站，隶属昆明铁路局广通车务段管辖，北上距攀枝花站68公里，成都站817公里，南下距广通站130公里，昆明站283公里。该站仅办理攀枝花与昆明间普慢列车的旅客乘降，货运仅办理石膏发送。
因乌东德水电站蓄水需要，该车站于2020年5月25日停办客货运业务，5月26日关闭。铁路部门在车站关闭后对该车站及周边线路设施进行拆除工作。2020年8月，该车站被江水淹没。

## 概要
大湾子站设有3条股道，站舍总建筑面积2500平方米:397，设有通往元谋石膏矿的专用线。站内于2000年8月成昆铁路电气化后驻有大湾子接触网工区，负责车站周边区间59公里接触网设备的维修养护工作。此外车站下行处还设有K819防洪看守点。
由于车站位于金沙江河谷，气候因受到焚風效應影响常年炎热干燥，土壤含硝量高，农作物难以生长，车站职工的食品补给只能通过停靠本站的慢车补给。

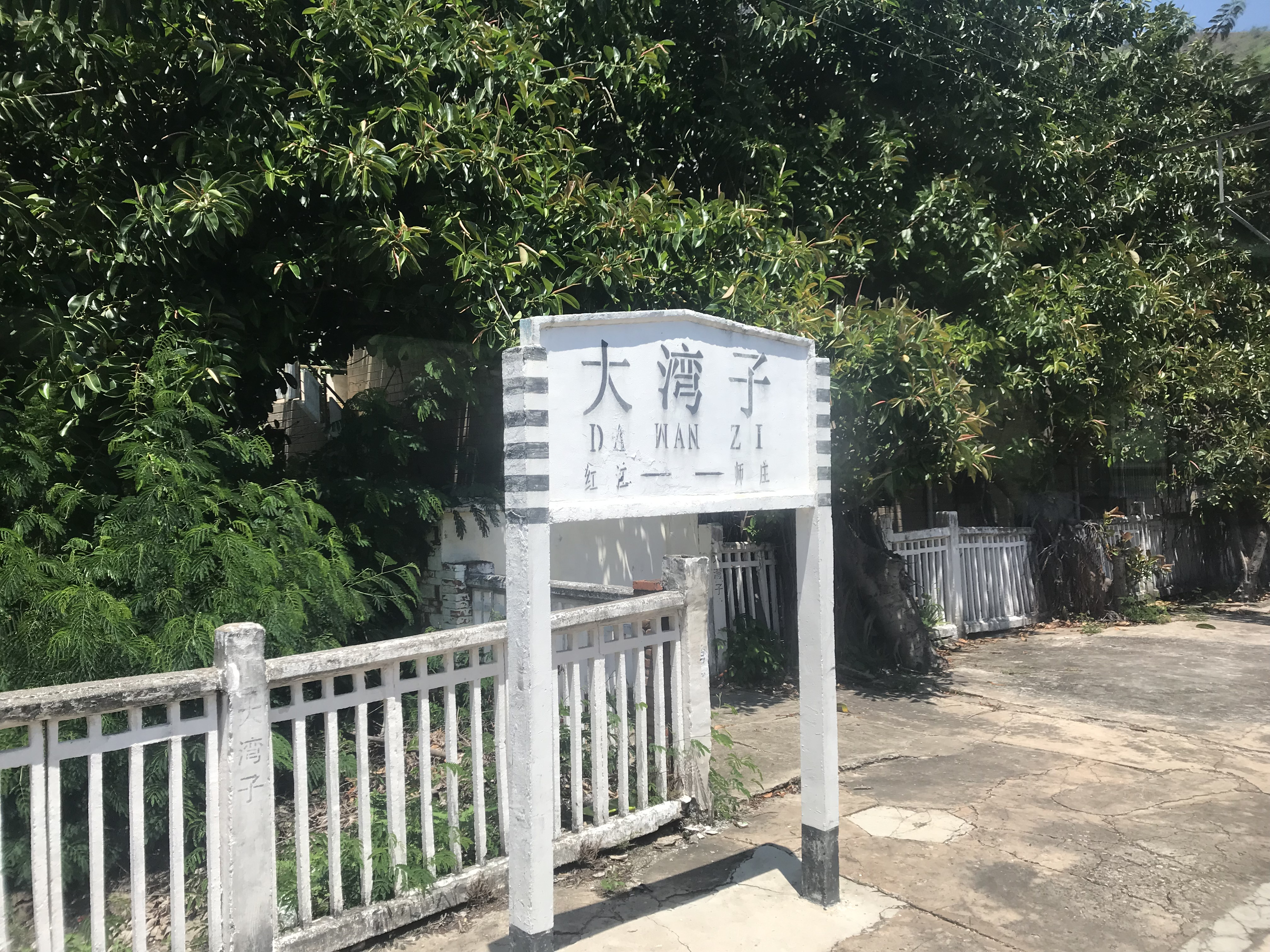
站牌
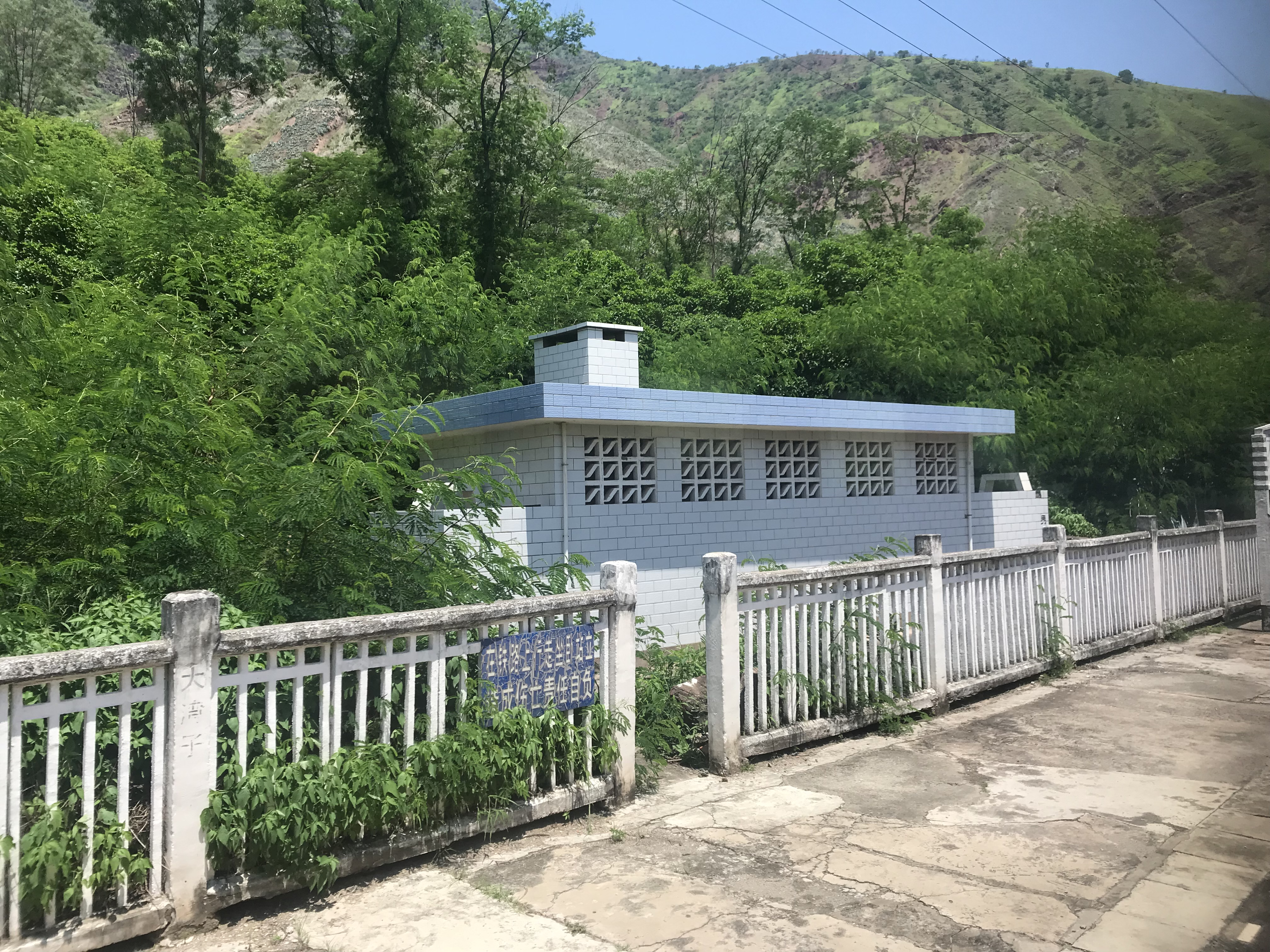
站台上的卫生间
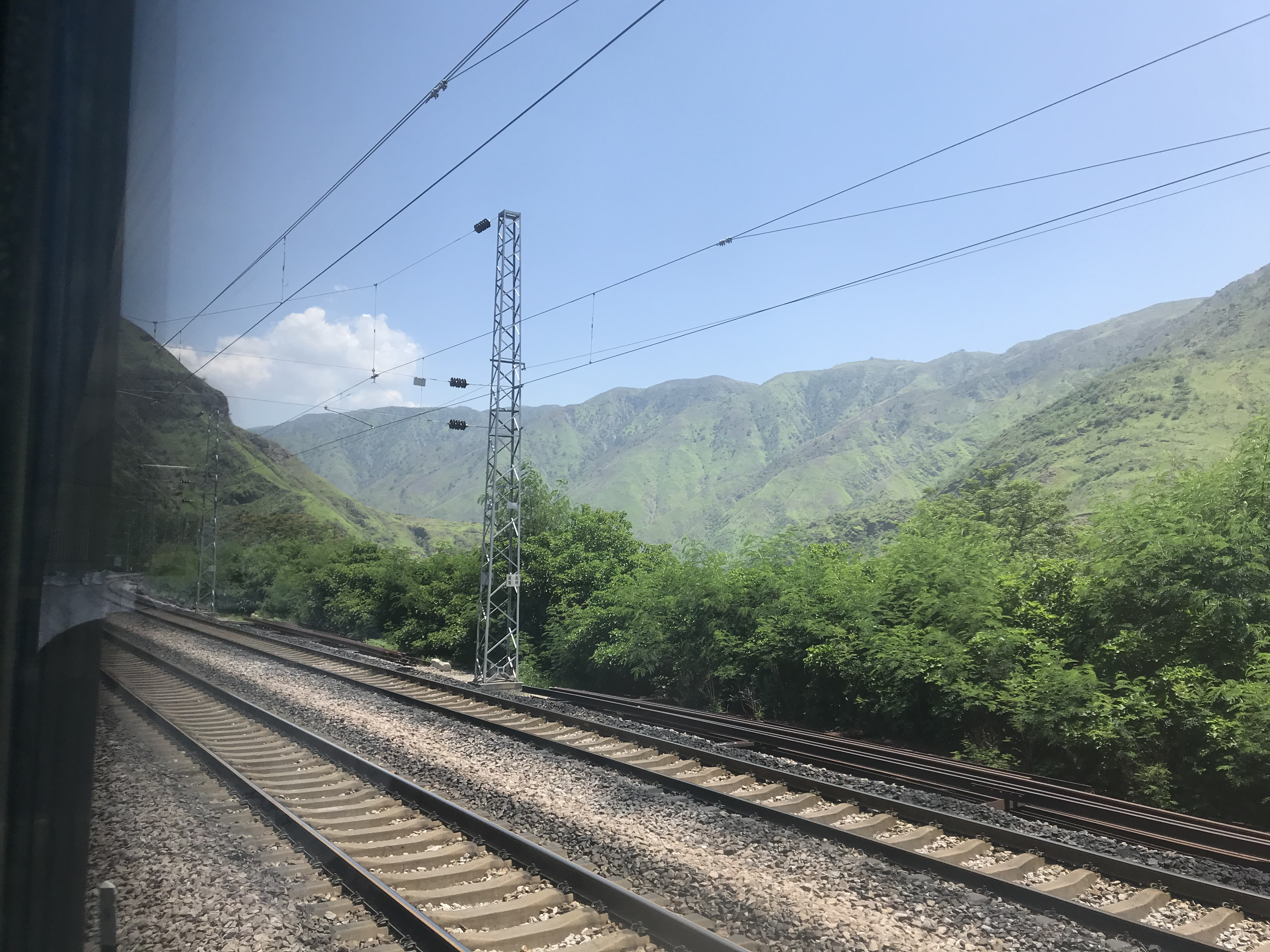
站内股道
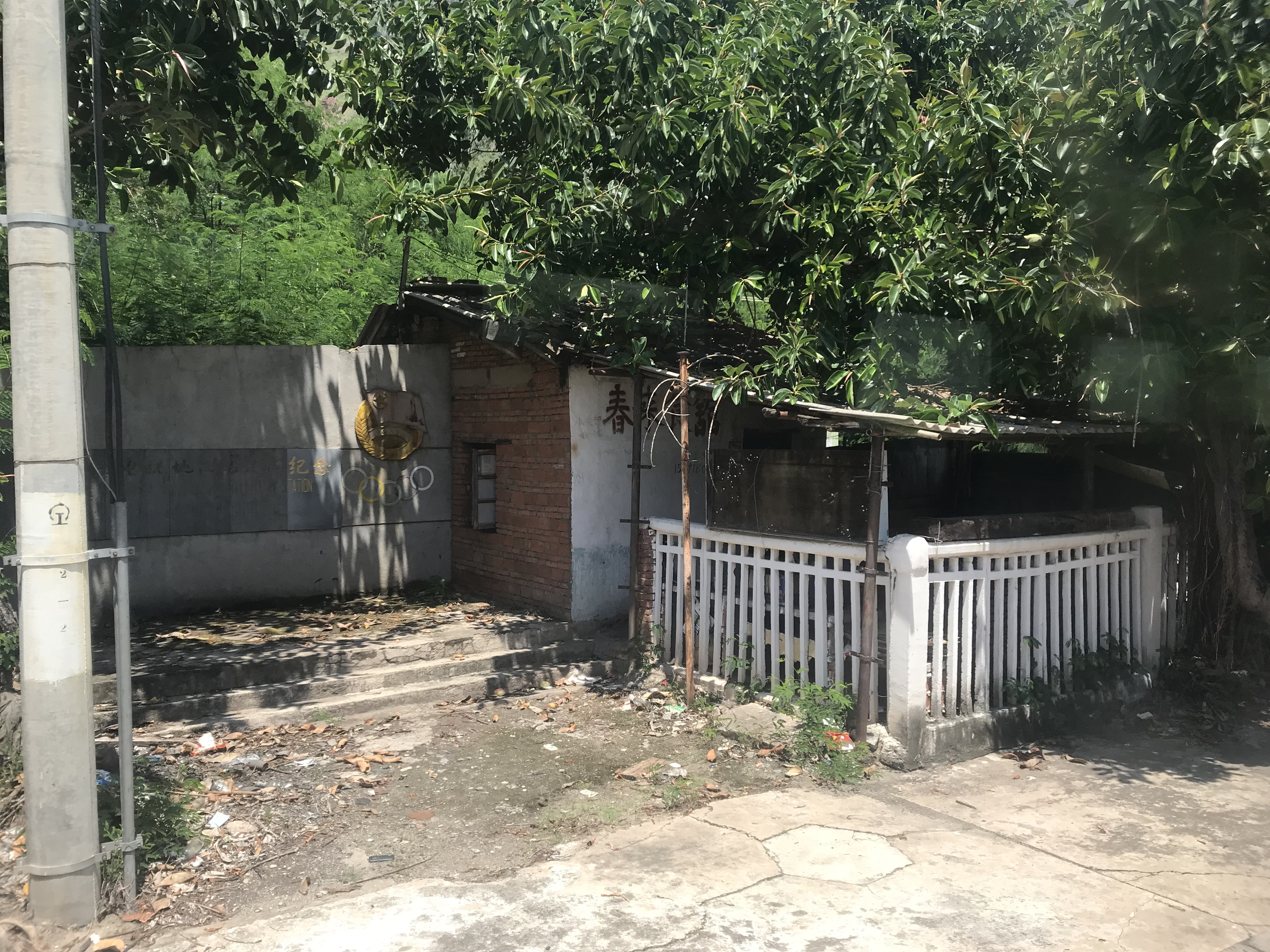
站内的纪念碑「卫星电视地面接收站修建记」和小卖部「春来食馆」

## 灾害
大湾子站曾于1973、1974、1975年发生过泥石流灾害，造成桥涵堵塞，中断行车数小时
1991年9月19日车站发生泥石流灾害：昆明端咽喉被6800立方米的淤泥掩埋:285，系成昆铁路南段有史以来最大的泥石流灾害。